# Volume Two
Volume Two — второй студийный альбом группы Кентерберийской сцены The Soft Machine, изданный в 1969 году.

## Характеристика
Джазовое влияние на альбоме соседствует с юмором, дадаизмом и психоделией дебютного альбома группы — The Soft Machine. Альбом эффективно впитывает рок, абсурдный юмор, джаз и авангард, не достигая классического статуса лишь по причине диссонансного инструментального звучания на второй стороне.
Volume Two вдохновлен альбомом Absolutely Free Френка Заппы и состоит из двух длинных композиций, которые по совету Заппы группа разбила на более короткие вещи.
Песня «Have You Ever Bean Green?» является своеобразным актом благодарности The Soft Machine группе The Jimi Hendrix Experience, с которой она гастролировала по США в 1968 году, получив выход на широкую аудиторию. Название песни перекликается со строкой из известной композиции Джимми Хендрикса — «Have You Ever Been Experienced?»

## Список композиций
Сторона 1

1. Rivmic Melodies — 17:07
1. «Pataphysical Introduction — Pt. 1» (Роберт Уайетт) — 1:00
2. «A Concise British Alphabet — Pt. 1» (Хью Хоппер, аранжировка — Роберт Уайетт) — 0:10
3. «Hibou, Anemone and Bear» (Майк Рэтлидж, Роберт Уайетт) — 5:58
4. «A Concise British Alphabet — Pt. 2» (Хью Хоппер, аранжировка — Роберт Уайетт) — 0:12
5. «Hulloder» (Хью Хоппер, аранжировка — Роберт Уайетт) — 0:52
6. «Dada Was Here» (Хью Хоппер, аранжировка — Роберт Уайетт) — 3:25
7. «Thank You Pierrot Lunaire» (Хью Хоппер, аранжировка — Роберт Уайетт) — 0:47
8. «Have You Ever Bean Green?» (Хью Хоппер, аранжировка — Роберт Уайетт) — 1:23
9. «Pataphysical Introduction — Pt. 2» (Роберт Уайетт) — 0:50
10. «Out of Tunes» (Майк Рэтлидж, Хью Хоппер, Роберт Уайетт) — 2:30

Сторона 2

1. «As Long as He Lies Perfectly Still» (Майк Рэтлидж, Роберт Уайетт) — 2:30

2. «Dedicated to You But You Weren’t Listening» (Хью Хоппер) — 2:30

3. Esther’s Nose Job — 11:13
1. «Fire Engine Passing with Bells Clanging» (Майк Рэтлидж) — 1:50
2. «Pig» (Майк Рэтлидж) — 2:08
3. «Orange Skin Food» (Майк Рэтлидж) — 1:52
4. «A Door Opens and Closes» (Майк Рэтлидж) — 1:09
5. «10.30 Returns to the Bedroom» (Майк Рэтлидж, Хью Хоппер, Роберт Уайетт) — 4:14

## Музыканты
- Роберт Уайетт — барабаны, ведущий и бэк-вокал
- Майк Рэтлидж — фортепиано, орган, Хэммонд-орган (на 3), клавесин (на12) флейта (на 3 и 10)
- Хью Хоппер — бас-гитара, акустическая гитара (на 12), альт-саксофон (на 3 и 14-16)

Дополнительные музыканты
- Брайан Хоппер — сопрано- и тенор-саксофон